# O Visconde de Bragelonne
Le Vicomte de Bragelonne (em português: O Visconde de Bragelonne) é um romance histórico escrito por Alexandre Dumas, pai. É a terceira e última etapa da Saga de d'Artagnan e dos três mosqueteiros (Athos, Porthos e Aramis). Este volume da trilogia foi escrito de 1847 a 1850 com a colaboração de Auguste Maquet e publicado inicialmente na forma de folhetim no jornal Le Siècle. Essa aparição em capítulos foi interrompida diversas vezes, devido à Revoluções de 1848 e a malograda candidatura de Dumas às eleições legislativas.
Por se tratar de um livro extenso (algumas edições chegam a 10 volumes de 254 páginas cada) o autor narra diversas tramas simultaneamente. Dentre elas, a história do personagem-título Raoul, o próprio Visconde de Bragelonne, filho do mosqueteiro Athos; a conturbada relação do Rei Luís XIV e sua amante Louise de La Vallière e as aspirações dos personagens em torno da retomada do trono inglês por Carlos II após a derrota de Richard Cromwell. O livro aborda também de forma icônica e, não menos importante, o drama pessoal do gêmeo de Luís XIV, Phillipe, que foi trancado em uma masmorra com uma máscara de ferro. Apesar de ocupar apenas parte do romance, é este último episódio, o do Prisioneiro da Máscara de Ferro, o mais conhecido e o que originou o maior número de adaptações extraídas da obra.

## Temática
A ação desenrola-se entre 1660 e 1673.
Em "O Visconde de Bragelonne", os heróis dos dois primeiros volumes da trilogia envelheceram bastante. D'Artagnan, agora capitão dos mosqueteiros, o mais jovem dos quatro, tem então cinquenta anos. Porthos é barão desde o volume precedente. Aramis é cada vez mais poderoso: torna-se bispo de Vannes e Superior Geral dos Jesuítas.
O tom deste terceiro romance é melancólico: sente-se chegar o fim. Traições, desilusões e intrigas fazem parte integrante de uma sociedade em que o valor fundamental não é mais a honra e não é senão sombra da que a precedeu.
Raoul, o visconde de Bragelonne, filho de Athos, morre em batalha. Teria sido quase um suicídio devido à dor causada pela traição de sua noiva, Louise de La Vallière, agora amante do Rei Luís XIV de França. A notícia de sua morte leva seu pai, Athos, para a tumba. Porthos, o gigante, fiando-se na enorme confiança que deposita em Aramis, junta-se à rebelião contra o rei e morre esmagado por enormes blocos de rocha quando do assalto das forças do rei a Belle-Île-en-Mer. Por fim, D'Artagnan é o último a morrer, morto por uma bala no campo de batalha, segurando o bastão de marechal que vem finalmente recompensar sua bravura e lealdade, porém já tarde demais.
Aramis fica sozinho: o mais ambíguo dos mosqueteiros é o único a saber adaptar-se ao mundo de intrigas em que se torna mestre. Com efeito, o romance retrata o declínio da nobreza de espada, representada pelos mosqueteiros, e o aparecimento de uma nobreza de Corte, que o jovem Luís XIV pretende controlar. As pessoas não ganharão mais a atenção do soberano por suas empreitadas armadas, e sim pela intriga e pela bajulação.
No entanto, é interessante notar que, ao longo das 2.500 páginas do livro, em nenhum momento os quatro amigos reúnem-se, como se Dumas não ousasse mais reunir em um mesmo aposento Aramis e os outros três ; como se considerasse que Aramis poderia contaminar o coração puro de Athos, Porthos e d'Artagnan.
A frase de d'Artagnan é inclusive inequívoca : "Athos, Porthos, até mais ver! Aramis, para sempre, adeus!"

## Sinopse

### Parte Um:O Visconde de Bragelonne(Capítulos 1–93)

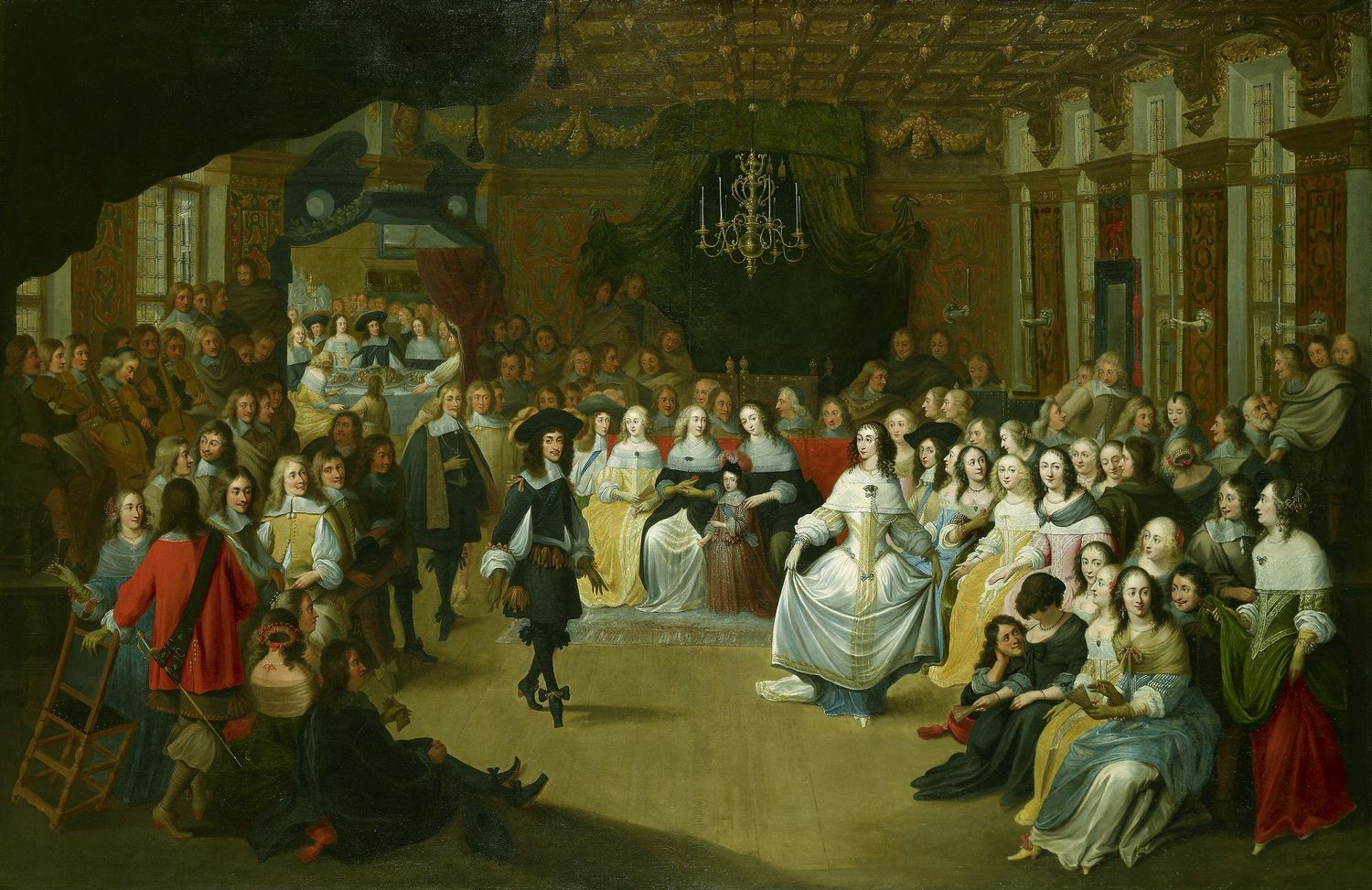
A Restauração Inglesa de 1660 serve de pano de fundo histórico para as tramas envolvendo o retorno de D'Artagnan ao serviço real enquanto lida com suas questões pessoais.

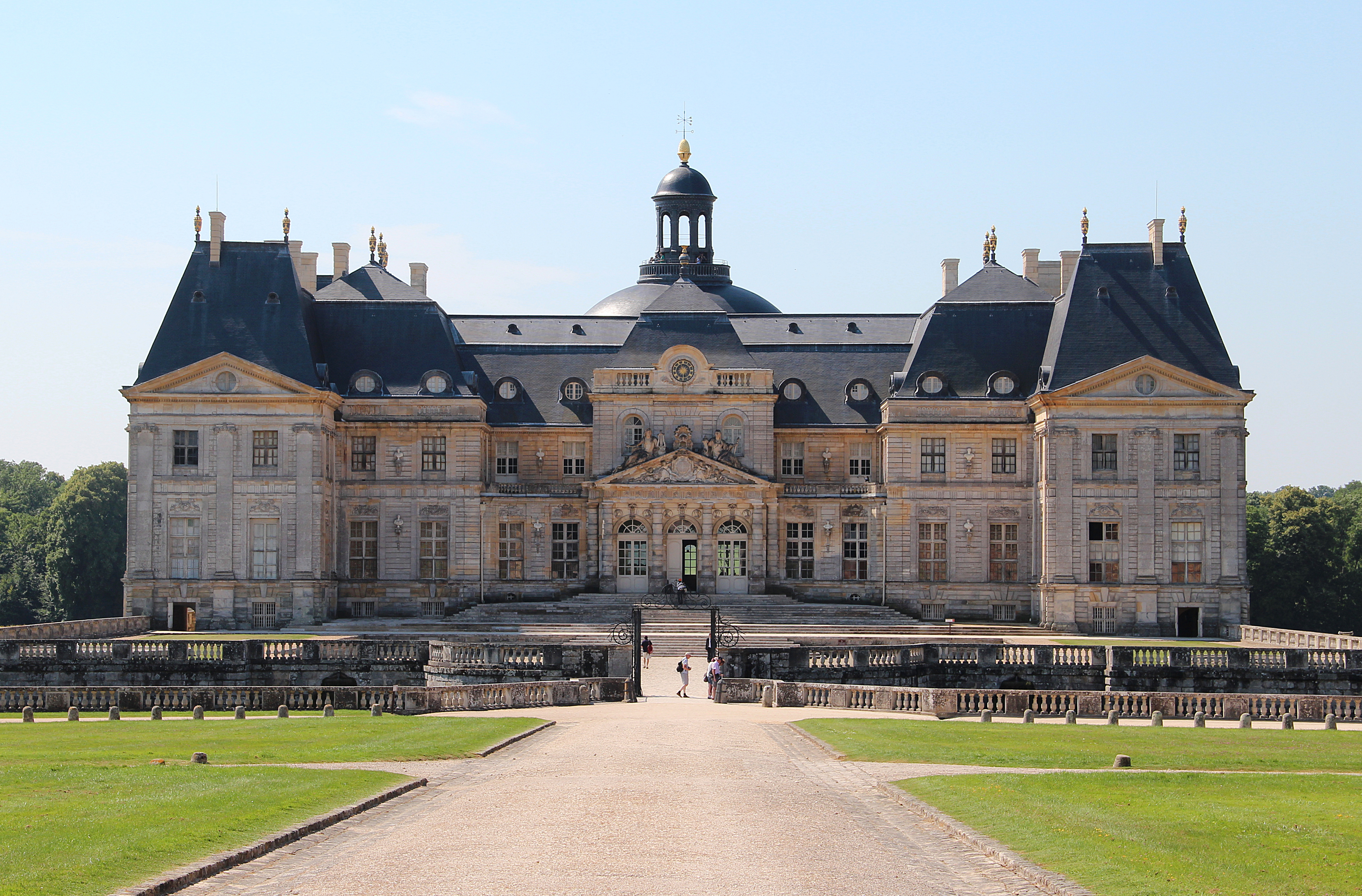
No romance, a construção do suntuoso Castelo de Vaux-le-Vicomte desperta a desconfiança de Luís XIV sobre seu Ministro, Nicolas Fouquet.

Após trinta e cinco anos de serviços leais, d'Artagnan renuncia como tenente dos mosqueteiros ao perceber que o jovem Luís XIV é um monarca manipulado e sem personalidade. Ao contrário, ele decide apoiar a restauração de Carlos II ao trono inglês, sem ter consciência de que Athos também está envolvido na empreitada. Com o apoio de ambos, Carlos II é reconhecido como legítimo Rei de Inglaterra e d'Artagnan altamente recompensado por seus serviços.
Na França, o poderoso e influente Cardeal Mazarino morre e Luís XIV passa a governar o país em sua vontade própria, contando com o apoio de seus leais Ministros de Estado, dentre os quais destaca-se o Controlador-geral das Finanças, Jean-Baptiste Colbert. Colbert tem profundos ressentimentos pelo Superintendente das Finanças, Nicolas Fouquet, seu superior e um dos favoritos do rei. Como parte de uma estratégia para desbancar seu rival, Colbert leva ao conhecimento do rei que Fouquet está conduzindo a fortificação de sua ilha, Belle-Isle, sem o consentimento da Coroa. Luís XIV persuade d'Artagnan a reassumir suas funções para investigar secretamente Belle-Isle em troca de uma recompensa expressiva e promoção ao cargo de Capitão dos Mosqueteiros. Luís XIV, assumindo cada vez mais os negócios do Estado, aceita uma proposta negociada por Athos para casar seu irmão mais novo, o Duque de Orleães, com a Princesa Henriqueta Ana, irmã de Carlos II.
D'Artagnan confirma os rumores de que Belle-Isle está sendo fortificada e descobre que o arquiteto responsável é seu próprio amigo, Porthos, apesar do projeto arquitetônico conter a caligrafia de Aramis. Aramis, agora o Bispo de Vannes e suspeitando das descobertas de d'Artagnan, envia Porthos de volta à Paris para alertar a Fouquet e despistar outras possíveis interpelações. Porthos alerta a Fouquet a tempo de forjar um plano de dissimulação e este cede a ilha ao Rei Luís XIV, desviando as suspeitas da corte de si mesmo e enfurecendo Colbert. Ainda assim, d'Artagnan retorna à corte e recebe a patente de capitão da Guarda Real.
Pouco tempo depois, a Princesa Henriqueta chega à França escoltada pelo Duque de Buckingham — filho do anterior morto em uma emboscada misteriosa — e é recebida com grande pompa por Raoul de Bragelonne, filho ilegítimo de Athos. A Raoul se somam seu melhor amigo e confidente, Conde de Guiche e  o Conde de Wardes, cujo pai também lutou ao lado dos mosqueteiros de Luís XIII. O insistente Duque de Buckingham luta contra sua paixão arrebatadora pela Princesa Henriqueta, que acaba também despertando o sentimento do Conde de Guiche. Em contrapartida, o Duque de Orleães, apesar de sua reputada predileção por homens, sente crescer um forte ciúme de ambos.

### Part Dois:Louise de la Vallière(Capítulos 94–180)

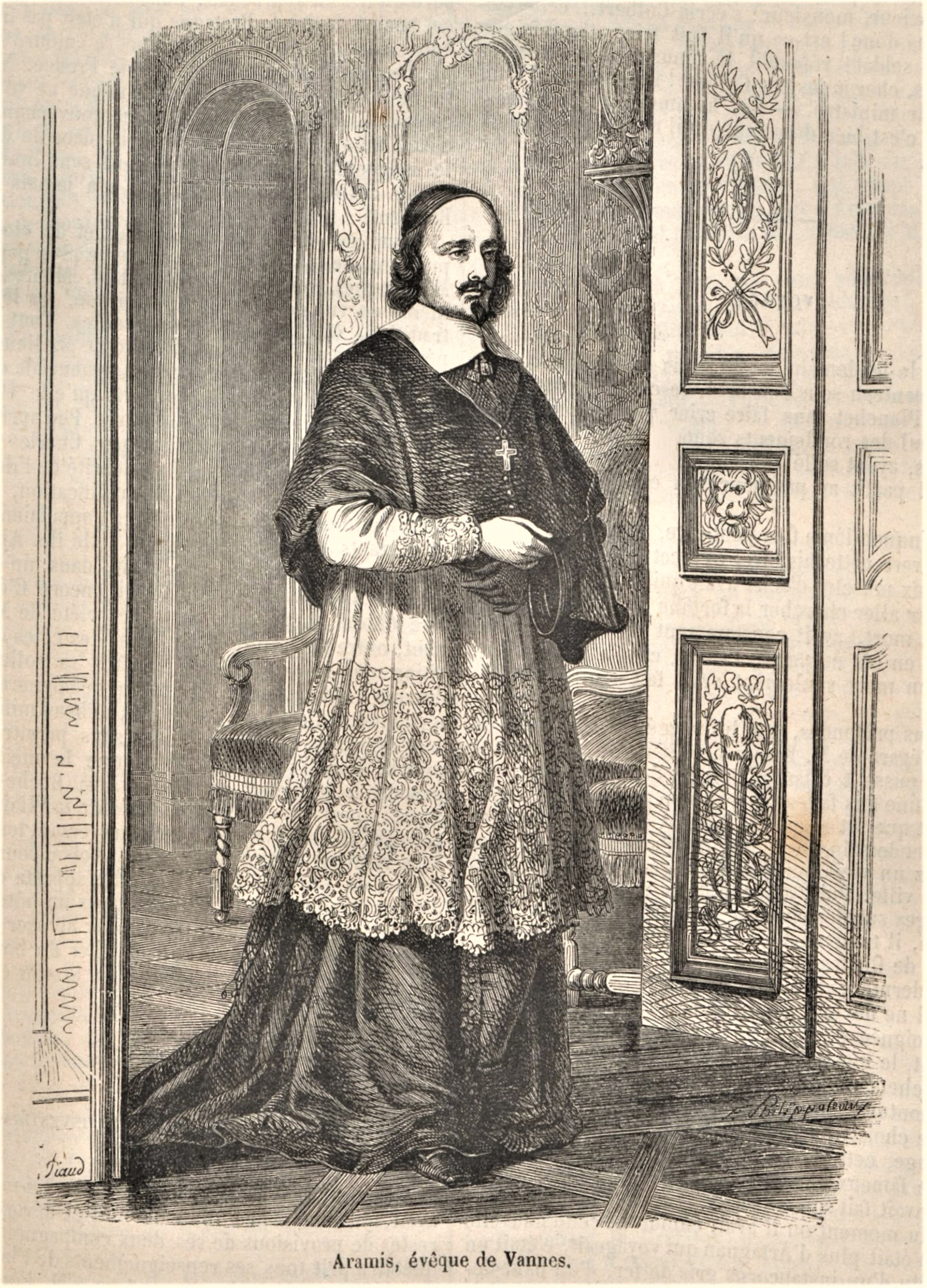
Aramis como Bispo de Vannes em gravura de Philippoteaux, 1852.

A corte de Luís XIV é um ambiente marcado por intensas intrigas e disputas entre os nobres pelos favores do rei. Raoul de Bragelonne descobre que sua paixão de infância, Louise de La Vallière, agora serve como dama de companhia da Princesa Henriqueta. Temendo que sua antiga paixão se envolva nas intrigas palacianas que podem destruir sua reputação, Raoul planeja se casar com Louise. A ideia é inicialmente repudiada por seu pai, Athos, o Conde de la Fère, que somente aceita o fato temendo perder o amor de seu filho. Entretanto, Luís XIV se nega a consentir o casamento alegando o suposto nível social inferior de Louise. 
Fouquet e Colbert tornam-se cada vez mais rivais, disputando prestígio na corte e o bom grado do monarca. Luís XIV, que desconfia profundamente das conquistas financeiras de Fouquet, decide testar sua lealdade ao solicitar uma grande soma de capital para a realização de um banquete no Palácio de Fontainebleau. Isolado das disputas palacianas e voltado para suas próprias e obscuras ambições, Aramis sonda o Governador da Bastilha, Senhor de Baisemeaux, e descobre a existência um prisioneiro que carrega uma semelhança física impressionante com o próprio rei.  Aramis usa este segredo de Estado para pressionar o Superior Geral dos Jesuítas a nomeá-lo como seu sucessor.
O Duque de Buckingham finalmente retorna para a Inglaterra e o Conde de Guiche se apaixona profundamente por Henriqueta, assim como o próprio Luís XIV. Henriqueta sugere ao rei que escolha uma cortesã para se passar por ela e desviar as suspeitas de seu irmão, o possessivo Duque de Orleães. Ambos selecionam a ingênua Louise de la Vallière para a infeliz tarefa, mas, durante o banquete em Fontainebleau, Luís XIV escuta uma conversa em que esta confessa sua paixão secreta por ele. Na mesma noite, Henriqueta ouve o Conde de Guiche confessar sua paixão por ela a Raoul e decide viver o romance com ele. Buscando evitar que Raoul se torne objeto de intrigas na corte e atrapalhe seus intentos secretos, o rei o envia para a Inglaterra como "representante diplomático".
Rumores sobre os casos amorosos de Luís XIV causam um atrito com o Conde de Wardes, que herdou de seu pai um ressentimento por d'Artagnan e qualquer um de seus eventuais aliados. O Conde de Guiche é manipulado a entrar em um duelo contra Wardes pela honra diante das disputas de ambos pelo amor de Louise e acaba gravemente ferido. Impressionada com a sequência de eventos, a Princesa Henriqueta decide afastar Louise da corte e encerrar seus serviços como dama de companhia. O rei, temendo a distância de sua paixão secreta, tenta sem sucesso manipular Henriqueta a reverter sua decisão. Sem o conhecimento de sua cunhada, Luís XIV entra em contato com Carlos II e solicita que Raoul seja imediatamente enviado de volta para a França. Ao regressar à corte francesa, Raoul é informado de que Louise tem uma relação secreta com o próprio rei e fica desapontado. Ao descobrir toda a trama, Athos confronta pessoalmente Luís XIV que, percebendo a altercação, ordena sua prisão imediata.

### Part Três:O homem da máscara de ferro(Capítulos 181–269)

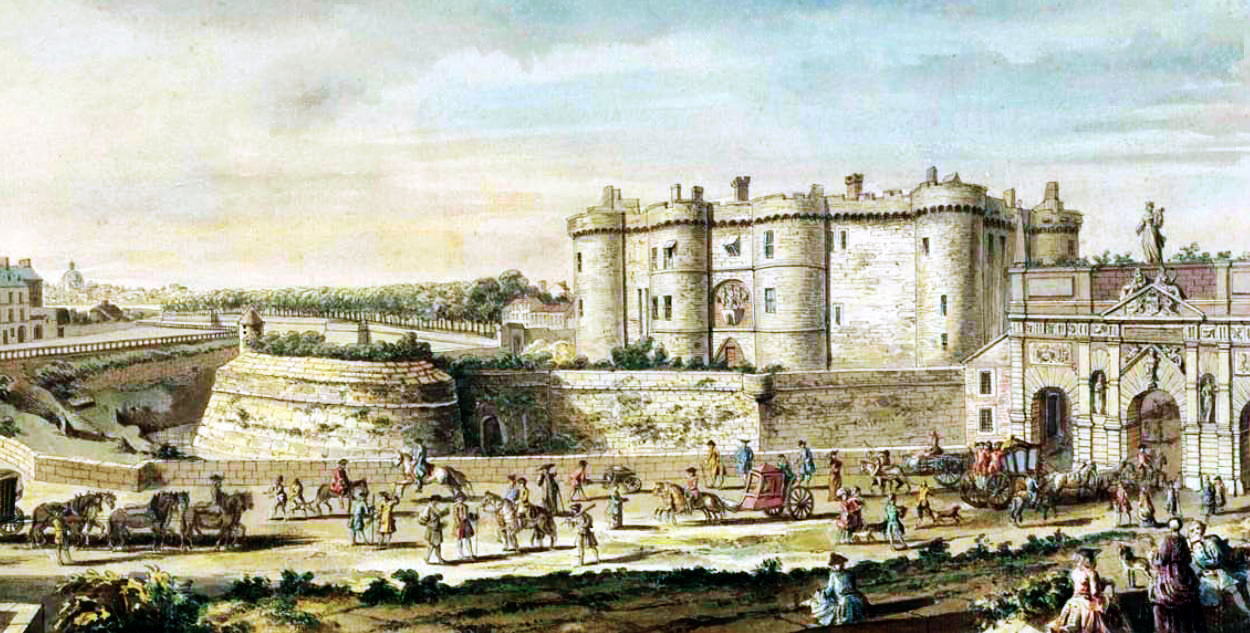
A Bastilha é o local de aprisionamento de Philippe e serve também como uma metáfora ao poder arbitrário dos monarcas franceses no Antigo Regime.

Aramis descobriu através de sua amante, a Duquesa de Chevreuse, que o misterioso prisioneiro mantido em segredo na Bastilha trata-se do próprio irmão gêmeo de Luís XIV. Batizado como Philippe, o prisioneiro foi encarcerado ainda recém-nascido por ordem de seus pais, Luís XIII e Ana da Áustria, que temiam pelo "bem da França". 
Tomado por suas próprias frustrações e desejo de vingança contra o rei, Aramis decide substituir Luís XIV por seu irmão Philippe e usar o novo rei como seu governante fantoche. Aramis também revela seu desejo secreto de ser feito Cardeal e, posteriormente, eleito Papa. Através de um ousado plano, Aramis consegue manipular o Governador da Bastilha, o Senhor de Baisemeaux, e libertar Philippe. No banquete oferecido por Fouquet em seu suntuoso Castelo de Vaux-le-Vicomte, Aramis inicia a segunda etapa de seu plano e sequestra Luís XIV, prendendo-o na Bastilha em lugar de Philippe. Porthos ajuda a sequestrar e aprisionar o rei crendo, inadvertidamente, que está desvendando uma emboscada.

## Personagens

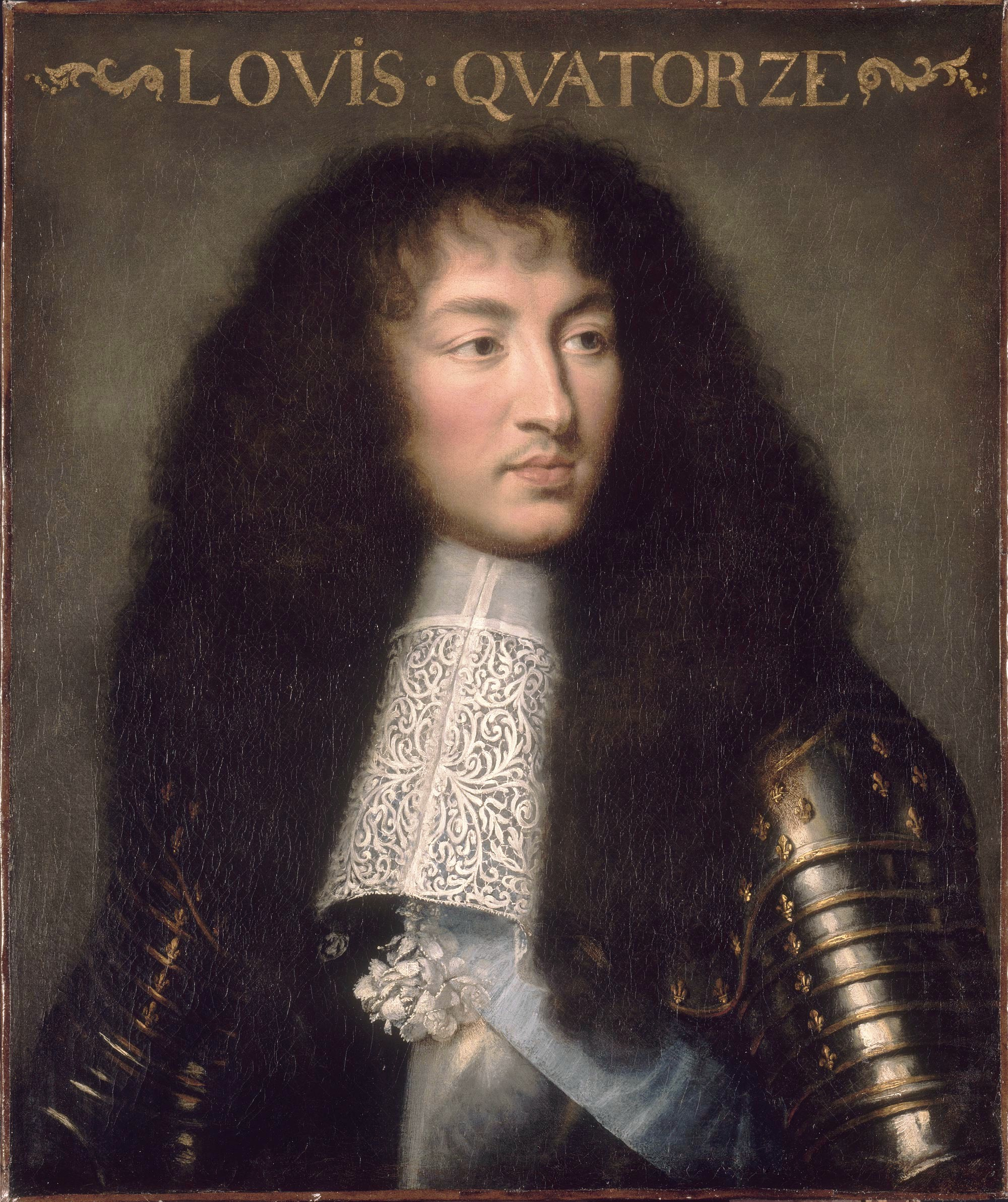
Luís XIV, o Rei Sol, em 1661. No período narrado no romance, o monarca possuía cerca de 20 anos de idade, sendo esta fase de seu reinado marcada pela pompa real e ostensiva vida de corte.

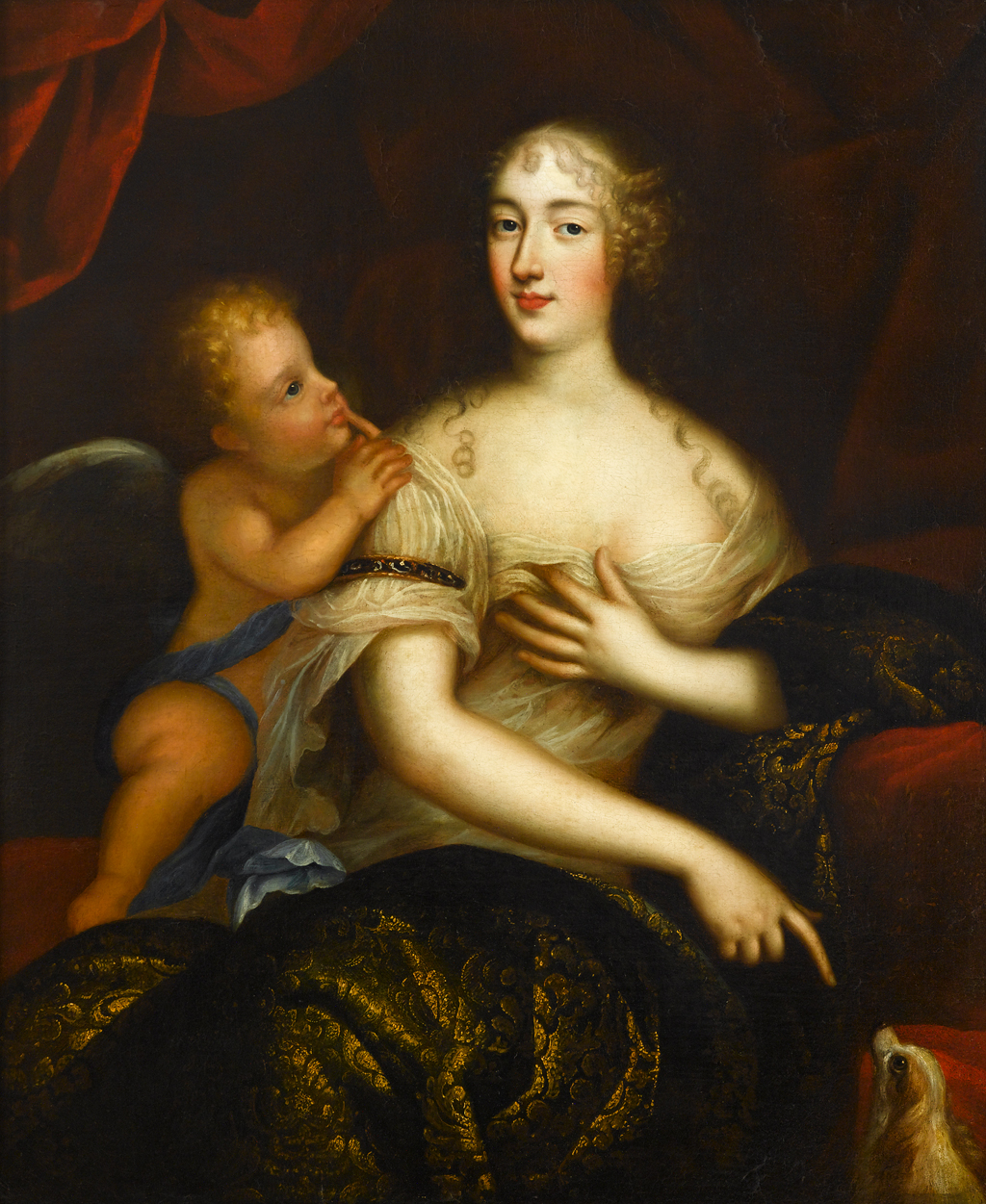
A beleza de Louise de La Vallière foi o cerne da disputa entre Luís XIV e o Visconde de Bragelonne.

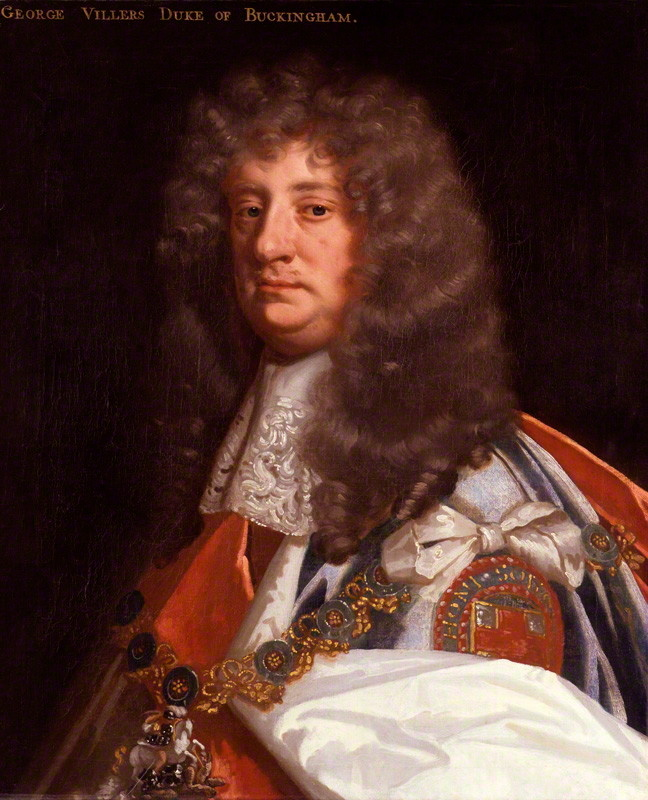
Através de sua paixão secreta pela Princesa Henriqueta Ana, o Duque de Buckingham é um dos personagens que entrelaça a rede de tramas envolvendo o Visconde de Bragelonne e a realeza francesa.

### Protagonistas
- Raoul de Bragelonne
«Era um rapaz de vinte e quatro para vinte e cinco anos, grande, destemido, carregando com graça sobre os ombros a encantadora farda militar da época [..] Com uma de suas mãos finas e nervosas parava o cavalo no meio do pátio, e com a outra levantava o chapéu de longas plumas que sombreava sua fisionomia ao mesmo tempo grave e ingênua.» Bragelonne era filho do Conde de La Fère, Athos, e da Duquesa de Chevreuse. No início do romance está a serviço do Grande Condé e vem à Blois solicitar a hospitalidade de Gastão d'Orléans para o rei e sua comitiva que estão a caminho para a fronteira espanhola onde os aguarda Maria Teresa de Espanha, noiva de Luís XIV. Apesar de dando seu nome ao romance, Raoul de Bragelonne não é senão mais um dos inúmeros protagonistas, estando ao final menos presente que Luís XIV, d'Artagnan ou Fouquet. O personagem de Raoul é inspirado, de forma distante, em Nicolas de Bragelonne, primo de Louise de La Vallière e apaixonado por esta última, que morreu de tristeza ao saber de sua ligação com o rei.[1]

- Louise de La Vallière
«esta bela moça loira» é filha de M. de Saint Remy, intendente do Duque de Orléans. Apaixonada por Raoul, um amigo de infância, esquece-o assim que cruza com o Rei Luís XIV. No entanto, tem o cuidado de prevenir o rapaz que não compartilha mais os sentimentos que este sente por ela. Pode então confessar ao rei um amor único e absoluto. Raoul, criado pelo Conde de La Fère no respeito pelos valores que agora parecem ultrapassados de lealdade e fidelidade (recusa-se a servir Condé quando este opõe-se ao rei), ficará com o coração partido. La Vallière é a verdadeira heroína do romance, um personagem feminino positivo, ao contrário de sua amiga Montalais.[1]
- Luís XIV
« O rei era de porte pequeno [..]; mas sua juventude ainda fazia desculpar este defeito, ainda compensada por uma grande nobreza em todos os seus movimentos e por uma certa habilidade em todos os exercícios físicos ». O romance segue sua transformação de jovem soberano tímido e inseguro de si, em monarca absoluto, e de rei caprichoso em grande político. Luís XIV é um personagem ambíguo: algumas vezes justo, outras cruel e impiedoso (como é testemunha a conclusão do episódio do irmão gêmeo ou a ingratidão para com Fouquet), o rei conhece uma evolução importante, ajudado nisto pela provas por que passa. Ainda dominado por Mazarino no início do romance, Luís XIV aprende verdadeiramente, após a morte deste último, o cargo de rei e as responsabilidades que o acompanham, para afirmar-se ao final como futuro grande soberano. Dumas descreve no entanto com certa amargura seu egoísmo pessoal, inerente ao cargo. Apesar de sensível, como são testemunhas seu amor por Maria Mancini, e depois por Louise de la Vallière, Luís XIV é inconstante e o romance encerra-se no momento em que La Vallière está a ponto de ser suplantada por Madame de Montespan. Para Jean-Yves Tadié, a tomada de poder por Luís XIV e sua afirmação como soberano são o verdadeiro tema do romance.[1]

### Mosqueteiros
- D'Artagnan
o único dos quatro amigos a permanecer mosqueteiro, d'Artagnan está à frente dos guardas do rei. No início do romance, desapontado pela falta de autoridade e segurança do jovem Luís XIV, pede demissão de seu cargo. É como independente, com a ajuda financeira de seu antigo escudeiro Planchet, que põe em execução a operação que vai levar à restauração de Carlos Stuart ao trono inglês: D'Artagnan rapta Monck e o persuade a fazer um acordo com o soberano exilado. Tornando-se rico com a recompensa recebida de Carlos II, d'Artagnan entedia-se e aceita finalmente retomar seu cargo quando Luís XIV, já mais seguro de suas funções, o chama para junto de si. É ele a quem o rei encarrega, como na história real, de prender Nicolas Fouquet. Ao final do romance, é encarregado da missão dolorosa de prender Aramis e Porthos, e recusa-se. Desejando novamente abandonar seu posto, acaba por convencer-se da futura grandeza de Luís XIV e permanece a serviço do rei.

- Athos
Já idoso, o Conde de la Fère só intervém eventualmente no romance. Participa também da restauração de Carlos II como Rei de Inglaterra. Seu filho Raoul de Bargelonne é seu maior motivo de alegria e orgulho; Athos não sobrevive ao anúncio da morte deste último.

- Porthos
Muito rico, o Barão du Vallon de Bracieux de Pierrefonds ambiciona ascender ao título de duque. Apreciado por Luís XIV, a quem é apresentado por d'Artagnan, Porthos perde-se nas tramas em que enredado por Aramis. Acreditando ingenuamente lutar contra um usurpador, Porthos participa do sequestro de Luís XIV. É, em seguida, perseguido pelo exército do rei e, após um combate heroico, morre ao final do episódio da gruta de Locmaria.

- Aramis
Feito o poderoso e respeitado Bispo de Vannes, o Cavaleiro d'Herblay descobre a existência de um irmão gêmeo de Luís XIV. O conhecimento deste segredo permite-lhe ascender ao cargo de Superior Geral dos Jesuítas. Amigo de Nicolas Fouquet, Aramis decide ajudá-lo contra Luís XIV e Colbert, ambos figuras odiadas profundamente por eles. Tanto para salvar Fouquet quanto para tornar-se a verdadeira "eminência parda" da França, Aramis organiza, com a ajuda de Porthos, o sequestro do Rei e sua substituição por seu irmão gêmeo recém-libertado da Bastilha. Entretanto, a operação fracassa quando Fouquet recusa-se a participar do complô e liberta o verdadeiro monarca. Aramis foge e exila-se na Espanha, onde assume as funções de diplomata. Anos mais tarde é perdoado por Luís XIV e pode voltar à França.

### Personagens secundários
- Nicolas Fouquet
O Superintendente das Finanças é descrito com simpatia por Dumas, que defende a tese de sua inocência. Ameaçado pelas manobras de Colbert, Fouquet arruina-se organizando festas suntuosas para agradar ao Rei. Recusa-se a participar do complô de Aramis para substituir o rei por seu gêmeo e liberta o verdadeiro soberano da Bastilha. Porém, Luís XIV, ingrato, ressente-se ainda mais por Fouquet ser testemunha de sua humilhação e paradoxalmente ordena sua prisão por d'Artagnan.

- Philippe
O irmão gêmeo de Luís XIV, que ignora sua existência até o início do romance. Durante toda a sua vida, sua existência e identidade foram mantidas sob segredo de Estado. No início do romance, Philippe é um obscuro prisioneiro da Bastilha, identificado apenas sob o nome de "Marchiali". Ele é retirado do cativeiro através de um plano de Aramis que envolve o sequestro de Luís XIV e sua substituição pelo prisioneiro. Com o sucesso do golpe, Philippe torna-se o Rei de França durante algumas horas, antes de ser desmascarado por Luís XIV, solto da prisão. Philippe é novamente aprisionado e seu rosto coberto, por ordem do rei, com uma máscara de ferro.

- Jean-Baptiste Colbert
Representado por Dumas como um personagem antipático, Colbert é inimigo político e pessoal de Fouquet e suas manobras para suplantar o Superintendente de Finanças e assegurar a queda deste último ocupam uma parte central do romance. A conclusão mostra, no entanto, anos mais tarde, um Colbert envelhecido, mudado e mais benevolente, transformado em grande Ministro da Coroa. O tratamento de Colbert por Dumas é prova da ambiguidade deste romance que, ao contrário das obras precedentes da trilogia, não apresenta os personagens "maldosos" integralmente maus.

## Adaptações

### Teatro
O próprio Alexandre Dumas adaptou seu romance para o teatro em 1861, numa peça intitulada "Le Prisonnier de la Bastille, Fin des Mousquetaires" ((em português) "O Prisioneiro da Bastilha, Fim dos Mosqueteiros"), que trata apenas do episódio do irmão gêmeo de Luís XIV. Raoul de Bragelonne é mencionado, mas não aparece em cena.

### Cinema
A história de Raoul de Bragelonne pouco inspirou os realizadores; por outro lado, o episódio da "Máscara de Ferro" deu lugar a numerosas adaptações para o cinema, muitas vezes bastante livres :
- 1909, Masque de fer, italiano, realizador Piero Fosco
- 1922, Der Mann mit der eisernen Maske, alemão, realizador Max Glab
- 1929, The Iron Mask, USA, realizador Allan Dwan, com Douglas Fairbanks no papel de d'Artagnan
- 1939, The Man in the Iron Mask, USA, realizador James Whale
- 1952, The Lady in the Iron Mask, USA, realizador Ralph Murphy
- 1954, Il Visconte di Bragelone, realizador Fernando Cerchio, com Georges Marchal no papel de Raoul de Bragelonne e André Falcon no de Luís XIV
- 1954, Le Prisonnier du roi, italiano, realizador Richard Pottier
- 1961, La Vengeance du masque de fer, franco-italiano, realizadores : Henri Decoin et Francesco de Feo.
- 1976, The Man in the Iron Mask, inglês, realizador Mike Newell, com Richard Chamberlain no papel duplo de Luís XIV e seu irmão gêmeo e Louis Jourdan como d'Artagnan.
- 1979, The Secret of the Iron Mask, austro-inglês, com Cornel Wilde no papel de d'Artagnan, Beau Bridges no de Luís XIV, Ursula Andress como La Vallière, Olivia de Havilland no de Ana d'Áustria e Rex Harrison como Colbert.
- 1998, The Man in the Iron Mask, USA, realizador Randall Wallace com Leonardo DiCaprio no papel duplo de Luís XIV e seu gêmeo; Gérard Depardieu no papel de Porthos e Peter Sarsgaard no papel de Raoul.